# Emil Kreß

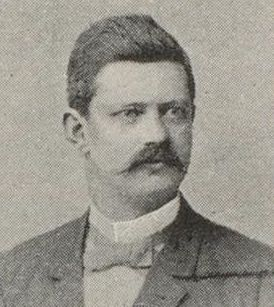
Emil Kreß

Karl Emil Kreß (* 29. September 1860 in Heilbronn; † 24. März 1922 in Leipzig) war ein deutscher Reichsgerichtsrat.

## Leben
Der Sohn eines Kaufmanns ging bis 1878 auf das Karlsgymnasium in Heilbronn und beabsichtigte Philosophie zu studieren. Nach einem rechtswissenschaftlichen Studium an der Eberhard Karls Universität Tübingen (Mitglied der Studentenverbindung AG Stuttgardia Tübingen) wurde er 1886 auf den württembergischen Landesherrn vereidigt. Ab 1893 war er Hilfsstaatsanwalt. Zum Landrichter wurde Kreß 1895 ernannt. 1903 wurde er zum Landgerichtsrat befördert. Zunächst war in Rottweil tätig,  wo er bereits Landrichter war, dann arbeitete er in Stuttgart. 1908 wurde er zum Oberlandesgerichtsrat in Stuttgart ernannt. 1910 wurde er Hilfsrichter beim Reichsgericht und dort dem III. Zivilsenat zugeteilt. Im Februar 1914 wurde er zum Rat ernannt und in den V. Zivilsenat versetzt. Nach Kriegsbeginn wurde er wieder in den III. Zivilsenat versetzt, dem er bis zu seinem Tod 1922 angehörte.